# 1975年のバレーボール
1975年のバレーボール（1975ねんのバレーボール）では、1975年（昭和50年）のバレーボール関連の出来事をまとめる。

## 国際大会
- 欧州選手権
  - 男子
    - 金メダル： ソビエト連邦
    - 銀メダル： ポーランド
    - 銅メダル： ルーマニア

  - 女子
    - 金メダル： ソビエト連邦
    - 銀メダル： ハンガリー
    - 銅メダル： 東ドイツ

- アジア選手権
  - 男子
    - 金メダル： 日本
    - 銀メダル： 韓国
    - 銅メダル： 中国

  - 女子
    - 金メダル： 日本
    - 銀メダル： 韓国
    - 銅メダル： 中国

## 国内大会

### 日本
- 第8回日本リーグ
  - 男子
    - 1位：新日本製鉄（9勝1敗）
    - 2位：富士フイルム（6勝4敗）
    - 3位：日本鋼管（6勝4敗）
    - MVP：中村祐造

  - 女子
    - 1位：日立武蔵（9勝1敗）
    - 2位：鐘紡（7勝3敗）
    - 3位：ヤシカ（6勝4敗）
    - MVP：飯田高子

- 全日本総合選手権
  - 男子6人制
    - 決勝：新日鉄 3-1 富士フイルム

  - 女子6人制
    - 決勝：日立武蔵 3-0 ユニチカ貝塚

  - 男子9人制
    - 決勝：防府ク 2-1 日本体育大学

  - 女子9人制
    - 決勝：富士電機川崎 2-1 電々岡山

- 第24回全日本都市対抗
  - 男子
    - 1位：新日鉄堺
    - 2位：富士フイルム
    - 3位：松下電器

  - 女子
    - 1位：日立
    - 2位：倉紡倉敷
    - 3位：鐘紡

## 誕生
2月
- 2月7日 - エリザベータ・ティーシェンコ
- 2月12日 - レグラ・トレス
- 2月25日 - 森川太地
- 2月26日 - 森山淳子

4月
- 4月18日 - フランシーヌ・フールマン

7月
- 7月12日 - 鶴田桂子（現: 原桂子）
- 7月17日 - エフゲーニャ・アルタモノワ
- 7月28日 - 田中姿子

8月
- 8月1日 - 河野裕輔
- 8月6日 - 備前夕子
- 8月17日 - ルイジ・マストランジェロ
- 8月18日 - スロボダン・ボシュカン
- 8月23日 - グスタボ・エンドレス
- 8月27日 - 坂本雄一郎

9月
- 9月19日 - 朝日健太郎
- 9月22日 - 苅谷淳司
- 9月23日 - 先野久美子
- 9月23日 - セルゲイ・テチューヒン

10月
- 10月15日 - セルジオ・ドゥトラ・サントス
- 10月31日 - ヴィクトリア・ラヴァ

11月
- 11月1日 - 楠原千秋
- 11月2日 - 津曲勝利
- 11月2日 - 脇戸新之助
- 11月9日 - 張越紅
- 11月13日 - 川浦博昭
- 11月19日 - リカルド・ガルシア

12月
- 12月17日 - アンドレ・エレル